# Amphorophora catharinae
Amphorophora catharinae är en insektsart. Amphorophora catharinae ingår i släktet Amphorophora och familjen långrörsbladlöss. Inga underarter finns listade i Catalogue of Life.